# المحل (الوزيرة)

تعديل مصدري - تعديل

المحل محلة تابعة لقرية شعب حمران، التابعة لعزلة الوزيرة بمديرية فرع العدين إحدى مديريات محافظة إب في الجمهورية اليمنية، بلغ تعداد سكانها 88 حسب تعداد اليمن لعام 2004.